# Гуго (граф Керси)
Гуго (фр. Hugues de Rouergue, умер после 972 года) — граф Керси (ок. 935—972), сын Эрменгола Руэргского и Аделы.

## Биография
О Гуго де Руэрг, сыне графа Эрменгола, известно мало. Впервые он упоминается в 934 году. Скорее всего, после смерти отца, около 935 года он унаследовал графство Керси и виконтство Комборн, однако о его правлении ничего не известно. Возможно, он уже скончался к 972 году или вскоре после этого. Виконтство Комборн после смерти Гуго перешло к Аршамбо, как предполагается, его сыну, а графство Керси вновь вошло в состав владений графов Руэрга.

## Брак и дети
О жене Гуго современные ему источники ничего не сообщают, но более поздние генеалогии называют его супругой Гидинильду (910—960), дочь графа Барселоны Сунийе. Разные источники приписывают Гуго двух детей:
- Аршамбо — виконт Комборна (умер в 1008 году или после)[1]
- Бернар[2]